# WWE Insurrextion
WWE Insurrextion foi um evento anual pay-per-view de luta profissional (PPV) que foi produzido pela World Wrestling Entertainment (WWE), uma promoção americana de wrestling profissional. Estabelecidos em 2000, os eventos foram realizados e transmitidos exclusivamente no Reino Unido. Os três primeiros eventos foram realizados quando a promoção ainda era chamada de World Wrestling Federation (WWF), com o evento de 2002 sendo o último PPV da promoção realizado sob o nome WWF. Insurrextion também foi ao ar no pay-per-view Viewers Choice no Canadá, enquanto as edições de 2002 e 2003 também foram ao ar nos Estados Unidos em delay de fita como parte da WWE Fanatic Series, um programa pay-per-view "best of".
Para coincidir com a extensão da marca, os eventos em 2002 e 2003 foram shows exclusivos do Raw, com o evento de 2002 sendo o primeiro PPV exclusivo do Raw da promoção. Após o evento de 2003, os PPVs exclusivos do Reino Unido foram descontinuados quando a WWE começou a transmitir Raw e SmackDown! do Reino Unido em 2004. Triple H foi destaque no evento principal de todas as quatro edições do PPV.
O evento de 2002 também está associado ao infame incidente "viagem de avião do inferno", que ocorreu durante o voo de volta aos Estados Unidos após o PPV.

## História
Em 1999, a promoção de wrestling profissional americana World Wrestling Federation (WWF, agora WWE) realizou dois pay-per-views (PPV) e transmitiu exclusivamente para o Reino Unido. A primeira foi No Mercy, que aconteceu em maio, e a segunda foi Rebellion em outubro; o nome No Mercy foi usado mais tarde para outro PPV realizado nos Estados Unidos no mesmo mês, que se tornou um dos pilares do calendário PPV do WWF. No início de 2000, a promoção anunciou que o evento exclusivo do Reino Unido de maio seria intitulado Insurrextion. Estava programado para ser realizado em 6 de maio de 2000, no Earls Court Exhibition Centre, em Londres, Inglaterra. Como o Rebellion, o Insurrextion foi estabelecido como uma série de pay-per-views anuais a serem realizadas exclusivamente no Reino Unido.
O evento de 2002 foi o último evento PPV da promoção realizado sob o nome WWF, pois apenas dois dias após o evento, a promoção foi renomeada para World Wrestling Entertainment (WWE), com o evento de 2003 sendo o único Insurrextion realizado sob o nome da WWE. O evento de 2003 foi o último Insurrextion, pois os pay-per-views exclusivos do Reino Unido foram descontinuados quando a WWE começou a transmitir Raw e SmackDown! do Reino Unido em 2004.
Para coincidir com a extensão da marca introduzida em março de 2002, na qual a promoção dividiu sua lista em duas marcas separadas, Raw e SmackDown!, onde os lutadores foram designados exclusivamente para se apresentar, os eventos de 2002 e 2003 foram realizados exclusivamente para o Raw. O evento de 2002 também foi o primeiro PPV exclusivo do Raw da WWE realizado.

## Eventos
|  | Evento da marca Raw |

| 1                                                    | Insurrextion (2000) | 6 de maio de 2000  | Londres, Inglatera    | Earls Court    | The Rock (c) vs. Shane McMahon vs. Triple H em uma luta triple threat pelo Campeonato da WWF                                   |
| 2                                                    | Insurrextion (2001) | 5 de maio de 2001  | Londres, Inglatera    | Earls Court    | The Two Man Power Trip (Stone Cold Steve Austin (c) e Triple H) vs. The Undertaker em uma luta Handicap pelo Campeonato da WWF |
| 3                                                    | Insurrextion (2002) | 4 de maio de 2002  | Londres, Inglatera    | Wembley Arena  | Triple H vs. The Undertaker |
| 4                                                    | Insurrextion (2003) | 7 de junho de 2003 | Newcastle, Inglaterra | Telewest Arena | Triple H (c) vs. Kevin Nash em uma luta Street Fight pelo Campeonato dos Pesos Pesados                                         |
| (c) – refere-se ao(s) campeão(s) indo para a partida |                     |                    |                       |                | |